# 清涼殿

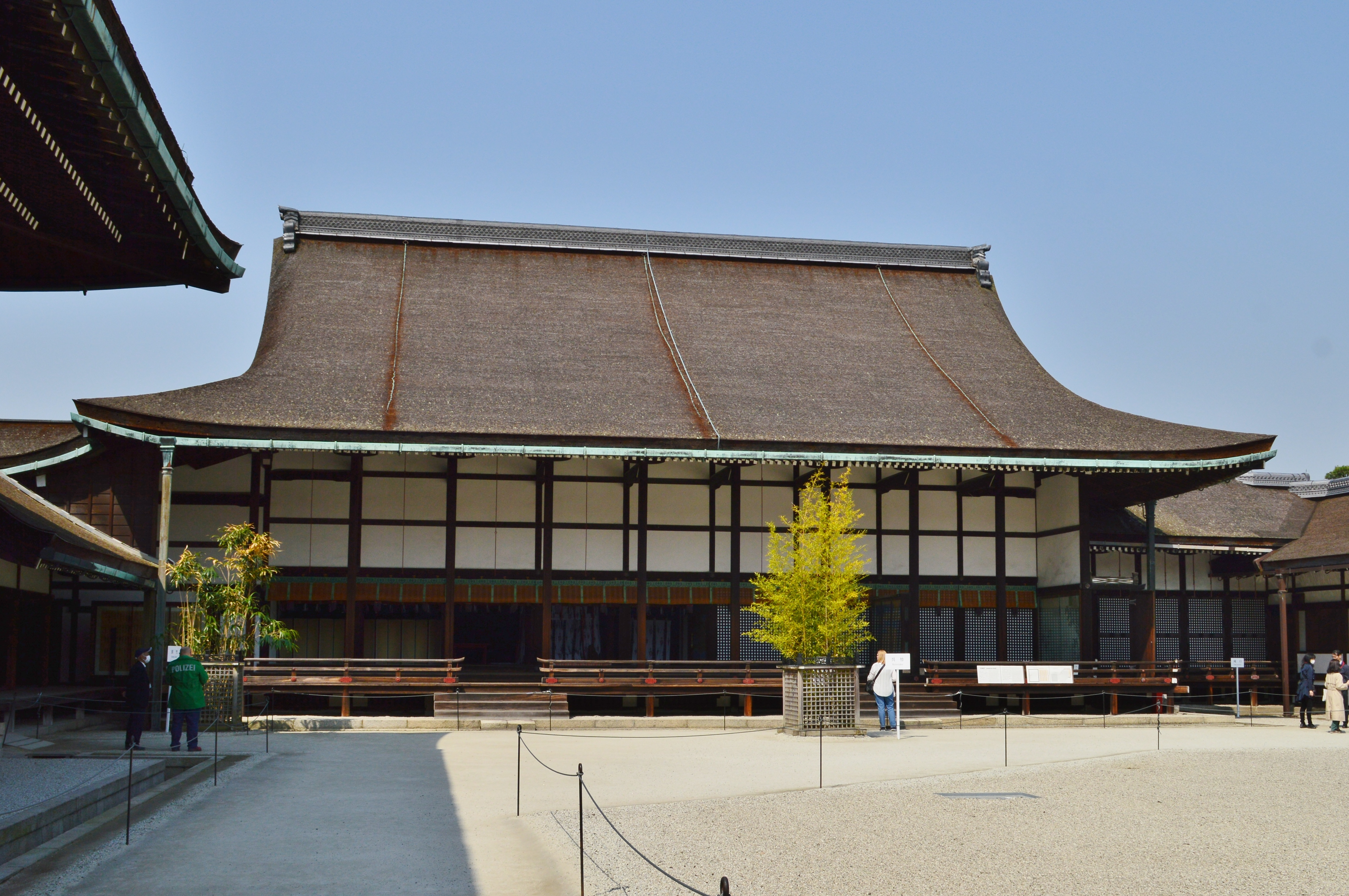
清涼殿（京都御所）

清涼殿（日语：清涼殿、せいりょうでん）是平安京內裏的宮殿之一，位於仁壽殿西側、後涼殿東側。
平安時代初期，天皇的日常生活住宅是仁壽殿及常寧殿。但在平安時代中期之後，清涼殿是天皇的御殿。鎌倉時代之後，內裏不再重建，但臨時皇居里內裏修建有清涼殿代。現在京都御所的清涼殿修建於安政2年（1855年），按照古式重建。
清涼殿的建築規模是九間四面，正面向東。天皇主要居住在中心的昼御座。